# Maria Malicka (actrice)
Pour les articles homonymes, voir Maria Malicka.
Maria Malicka est une actrice polonaise née à Cracovie en Pologne et morte le 30 septembre 1992 dans la même ville.

## Biographie
Elle débute au Théâtre Juliusz-Słowacki de Cracovie.

## Vie privée
De 1929 à 1939, son mari est l'acteur polonais Zbigniew Sawan (en),.

## Filmographie
Sauf indication contraire, les informations mentionnées dans cette section peuvent être confirmées par la base de données cinématographiques IMDb,  présente dans la section « Liens externes ».
- 1927 : Zew morza (pl) de Henryk Szaro : Hanka Ostojska, princesse
- 1927 : Mogila nieznanego zolnierza de Ryszard Ordyński : Nelly Lazowska, fille
- 1928 : Dzikuska (pl) de Henryk Szaro : Ita Kruszynska, fille
- 1929 : Szlakiem hańby (pl) de Mieczysław Krawicz et Alfred Niemirski (pl)
- 1930 : Jean Jean le musicien de Ryszard Ordyński : Ewa Korecka, chanteuse
- 1930 : Wiatr od morza (pl) de Kazimierz Czyński : Teresa
- 1931 : Uwiedziona (pl) de Michał Waszyński : Lena
- 1931 : Niebezpieczny raj (pl) de Ryszard Ordyński : Alma
- 1936 : Pan Twardowski de Henryk Szaro : Mère de Twardowski
- 1966 : La Barrière (Bariera) de Jerzy Skolimowski : Femme de ménage